# Camille Jordan
Marie Ennemond Camille Jordan (1838-1922) là nhà toán học người Pháp. Ông là người đã đưa ra định lý mang tên mình liên quan đến vấn đề của một đa giác đơn. Theo định lý này:
- Hai điểm bất kỳ thuộc cùng một tập hợp đều có thể nối được với nhau bởi một đường gấp khúc không cắt cạnh của đa giác.
- Bất kỳ đường gấp khúc nào nối hai điểm thuộc hai tập hợp cũng phải cắt cạnh của đa giác.

Mỗi tập hợp điểm như vậy là một miền. Miền chứa hoàn toàn một đường thẳng là miền trong, còn lại là miền ngoài.
Đinh lý này giúp ta chứng minh được một điểm thuộc miền nào. Ta chỉ cần kẻ có gốc là điểm cần xác định, không đi qua một đỉnh nào của đa giác. Tiếp theo, ta sẽ đếm số giao điểm của nó với các cạnh của đa giác:
- Nếu là chắn thì điểm cần xác định ở miền ngoài.
- Nếu là lẻ thì điểm cần xác định ở miền trong.

Ngoài ra, Jordan còn là người giúp cho các công trình toán học của Evariste Galois có vị trí xứng đáng. Nếu như tìm hiểu về Galois, ta biết rằng ông đã để lại 62 trang bản thảo trình bày lý thuyết nhóm Galois nổi tiếng. Khi Galois còn sống, công trình này đã bị phất lờ bởi sự khó hiểu của nó. Phải đến năm 1870, 38 năm sau khi nhà toán học đoản mệnh qua đời, sau nhiều năm nghiên cứu, Camille Jordan là người hiểu nó và công bố cuốn sách giải thích rõ ràng những điều mà 62 trang bản thảo của người quá cố nói đến. Đó là cuốn Tạp luận văn về các phép thế và phương trình đại số. Nhờ đó, Jordan giúp Galois được thừa nhận về tài năng của mình.
Để tưởng nhớ, người ta đã dùng tên của Jordan để đặt cho tiểu hành tinh 25593 Camillejordan.